# Freccia Vallone femminile 2013
La Freccia Vallone femminile 2013, sedicesima edizione della corsa e valida come quarta prova della Coppa del mondo di ciclismo su strada femminile 2013, si svolse il 17 aprile 2013 su un percorso di 131,5 km, con partenza da Huy e arrivo al Muro di Huy, in Belgio. La vittoria fu appannaggio dell'olandese Marianne Vos, la quale completò il percorso in 3h34'32", alla media di 36,862 km/h, precedendo l'italiana Elisa Longo Borghini e la sudafricana Ashleigh Moolman.
Sul traguardo del muro di Huy 80 cicliste, su 128 partite da Huy, portarono a termine la competizione.

## Percorso
L'edizione 2013, vide un percorso diverso da quello dell'edizione precedente: tra le differenze più significative vi fu la presenza di 3 muri in più.

### Muri
| Numero | Nome              | Chilometro | Lunghezza (m) | Pendenza media (%) |
| ------ | ----------------- | ---------- | ------------- | ------------------ |
| 1      | Côte d'Ereffe     | 18,5       | 2200          | 5,9                |
| 2      | Côte de Peu d'Eau | 37         | 2700          | 3,9                |
| 3      | Côte de Bellaire  | 42,5       | 1000          | 6,8                |
| 4      | Côte de Bohissau  | 49,5       | 1300          | 7,6                |
| 5      | Côte de Bousalle  | 53         | 1700          | 4,9                |
| 6      | Muro di Huy       | 65,5       | 1300          | 9,6                |
| 7      | Côte d'Ereffe     | 845        | 2200          | 5,9                |
| 8      | Côte de Peu d'Eau | 103,5      | 2700          | 3,9                |
| 9      | Côte de Bellaire  | 108,5      | 1000          | 6,8                |
| 10     | Côte de Bohissau  | 116        | 1300          | 7,6                |
| 11     | Côte de Bousalle  | 119        | 1700          | 4,9                |
| 12     | Muro di Huy       | 131,5      | 1300          | 9,6                |

## Resoconto degli eventi
La fuga che caratterizzò la prima parte della corsa partì dopo quarantacinque chilometri e fu composta da 8 atlete; sulla Côte de Bohissau esse ebbero un vantaggio di quarantadue secondi. L'inseguimento all'ottetto spaccò il gruppo in due; tuttavia, una volta che il primo gruppo rientrò sulle 8, la seconda parte, grazie ad un rallentamento generale, riescì a rientrare. Il primo passaggio sul traguardo produsse una vasta selezione e divise il gruppo in tre tronconi. A 15 Km dall'arrivo Alena Amjaljusik e Katie Colclough provarono l'allungo e riuscirono a guadagnare terreno (il loro vantaggio raggiunse trenta secondi); esse vennero prima raggiunte da Tatiana Guderzo (ai -10 Km) e poi da tutto il gruppo. Sul Muro di Huy, Ashleigh Moolman lanciò la volata ma, a velocità doppia, venne superata da Marianne Vos, che colse il successo; Elisa Longo Borghini cercò di seguire l'olandese, ma non mantenne il ritmo dell'olandese; l'ornavessese al photofinish riescì a cogliere la seconda piazza, davanti alla sudafricana Moolman.

## Ordine d'arrivo (Top 10)
| Pos. | Corridore            | Squadra        | Tempo    |
| ---- | -------------------- | -------------- | -------- |
| 1    | Marianne Vos         | Rabo Women     | 3h34'32" |
| 2    | Elisa Longo Borghini | Hitec Products | s.t.     |
| 3    | Ashleigh Moolman     | Lotto-Belisol  | s.t.     |
| 4    | Anna van der Breggen | Sengers LCT    | a 6"     |
| 5    | Emma Johansson       | Orica-AIS      | s.t.     |
| 6    | Ellen van Dijk       | Specialized    | a 19"    |
| 7    | Alena Amjaljusik     | BePink         | a 25"    |
| 8    | Amber Neben          | Pasta Zara     | a 28"    |
| 9    | Tiffany Cromwell     | Orica-AIS      | a 33"    |
| 10   | Jessie Daams         | Boels-Dolmans  | s.t.     |